# Islam en République centrafricaine

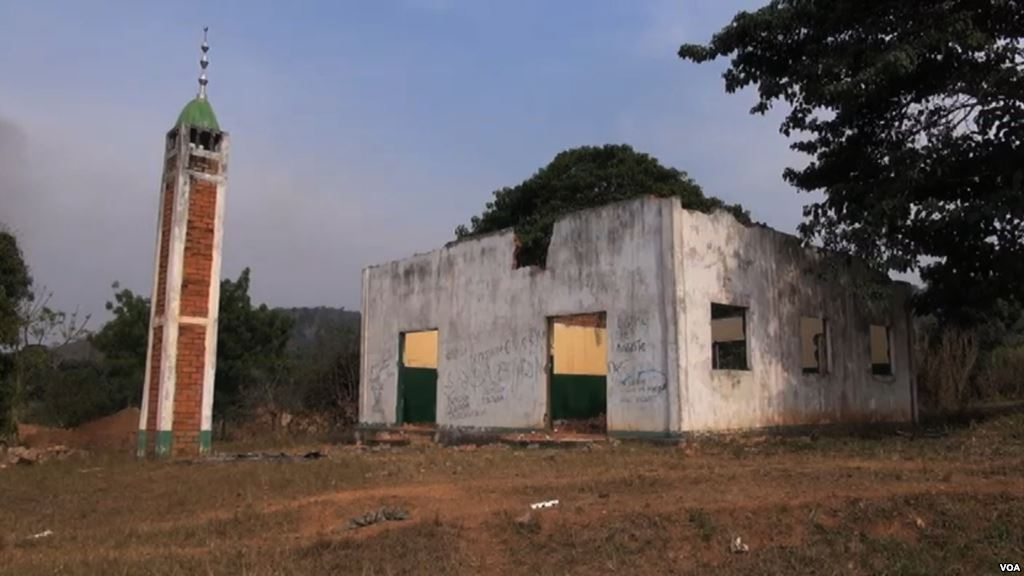
Mosquée de la ville de Boali, République centrafricaine.

L'islam est une religion minoritaire en République centrafricaine, où les musulmans représentent environ 10 % de la population d'après le recensement de 2003. La religion majoritaire est le christianisme, qu'a adopté 80 % de la population. La plupart des musulmans vivent dans le Nord-Est du pays, près de la frontière avec le Tchad et le Soudan voisins. Ces pays sont majoritairement musulmans. Les musulmans peuvent diffuser une émission religieuse le vendredi sur la radio nationale. 
La République centrafricaine est un pays observateur de l'Organisation de la coopération islamique.
Imam Abdoulaye Seck. 1906-2002. Premier Imam de la mosquée Centrale de Bangui.

## Histoire
L'islam arrive en République centrafricaine avec l'expansion de la route de l'esclavage du Sahara et du Nil.

### Troisième guerre civile
En mars 2015, le Comité Islamique de Centrafrique estimait que sur 377 mosquées du pays, 113 ont été détruites durant deux ans 2012-2014 de génocide racialo-ethnique contre les musulmans de leurs même pays l'union africaine et la communauté internationale se sont indignés des crises. Alors que l'Ambassade des États-Unis à l'ONU comptait 417 destructions pour 436 mosquées.